# Ewan McGregor
Ewan Gordon McGregor, OBE (/ˌjuːən məˈɡrɛɡər/; sinh ngày 31 tháng 3 năm 1971) là một diễn viên người Scotland. Anh đã thành công ở nhiều loại phim khác nhau, đặc biệt là phim thương mại, phim độc lập và phim nghệ thuật. Vai diễn chuyên nghiệp đầu tiên của anh là vào năm 1993, khi anh đảm nhận vai chính trong loạt series Lipstick on Your Collar trên Channel 4. Anh được biết tới nhiều nhất với vai diễn Mark Renton, một tên nghiện heroin trong phim Trainspotting (1996), Jedi Obi-Wan Kenobi thời trẻ trong bộ ba loạt phim Chiến tranh giữa các vì sao (1999-2005), nhà thơ Christian trong bộ phim nhạc kịch Moulin Rouge! (2001), và Giáo sư Alfred Jones trong bộ phim tình cảm hài kịch Salmon Fishing in the Yemen (2011). Anh nhận được các đề cử giải Quả Cầu vàng ở hạng mục nam diễn viên phim ca nhạc hoặc phim hài xuất sắc nhất cho Moulin Rouge! và Salmon Fishing in the Yemen.
McGregor cũng đóng vai chính trong các vở kịch như Guys and Dolls (2005-07) và Othello (2007-08). McGregor xếp thứ #36 trong bảng xếp hạng "Top 100 Ngôi sao Điện ảnh Thời đại" do tạp chí Empire xuất bản vào năm 1997. Năm 2010, anh thắng giải Nam diễn viên chính xuất sắc nhất trong bộ phim The Ghost Writer của Roman Polanski tại lễ trao giải Phim châu Âu lần thứ 23. McGregor có giọng nam cao.

## Thời thơ ấu
McGregor sinh ra ở Perth, Scotland và được đưa về sống ở Crieff. Mẹ anh, Carol Diane (họ thời con gái Lawson), là một giáo viên đã nghỉ hưu tại Crieff High School và sau đó được uỷ quyền làm giáo viên chính tại trường Kingspark ở Dundee. Cha anh, James Charles Stewart "Jim" McGregor, cũng là một giáo viên dạy vật lý đã nghỉ hưu ở Học viện Morrison, Crieff. Anh có một người anh trai, Colin, là cựu phi công Tornado GR4 của Không quân Hoàng gia Anh. McGregor là cháu của diễn viên Denis Lawson (cũng xuất hiện ở loạt phim Chiến tranh giữa các vì sao) và diễn viên Sheila Gish, và là anh em họ của Lou Gish. McGregor học ở Học viện Morrison ở Crieff. Sau khi ra trường, ở tuổi 16, anh làm việc như một người trợ lý sân khấu tại Perth Repertory Theatre và học một khoá học về kịch nghệ ở trường Kirkcaldy College, trước khi chuyển tới London để học về kịch tại trường nghệ thuật Guildhall khi anh 18 tuổi.

## Sự nghiệp

### Phim và truyền hình

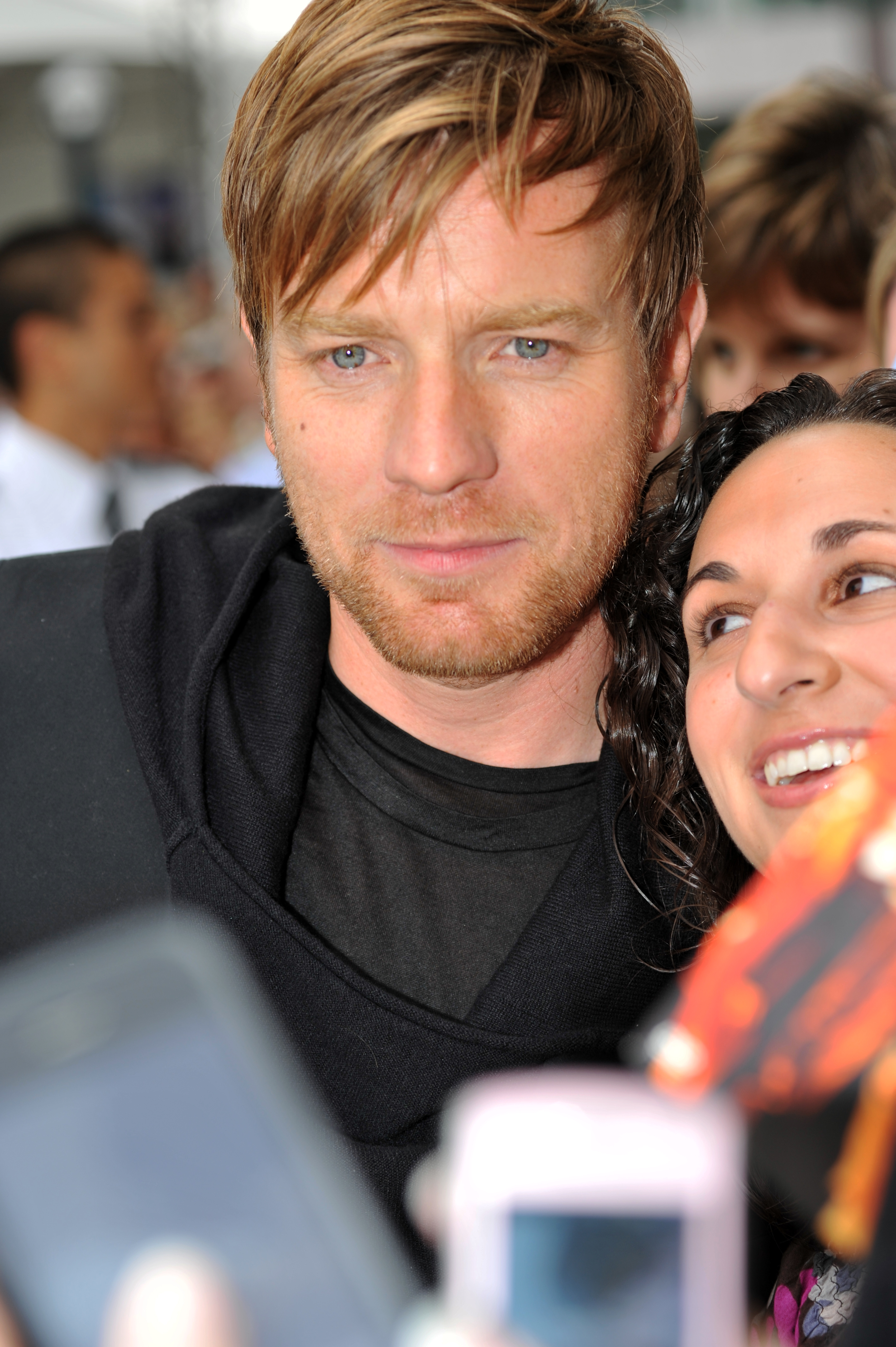
McGregor tại buổi ra mắt phim The Men Who Stare at Goats trong Liên hoan phim quốc tế Toronto tháng 9 năm 2009

Năm 1993, 6 tháng trước khi tốt nghiệp Guildhall, McGregor có được vai diễn chính ở series phim truyền hình Lipstick on Your Collar. Cùng năm đó, anh cũng thủ vai chính trên series chuyển thể Scarlet and Black với Rachel Weisz, và xuất hiện lần đầu tiên dưới vai trò phim điện ảnh với bộ phim Being Human của Bill Forsyth. Năm 1994, McGregor xuất hiện trong bộ phim giật gân Shallow Grave, mà nhờ đó anh thắng một giải Empire, và đánh dấu lần đầu tiên hợp tác với đạo diễn Danny Boyle. Vai diễn đột phá toàn cầu của anh đến vào năm 1996 với vai Mark Renton - một kẻ nghiện ngập - trong phim Trainspotting của Boyle, một bộ phim chuyển thể từ tiểu thuyết cùng tên của Irvin Welsh.
McGregor đóng vai nam chính lãng mạn trong bộ phim Anh quốc Little Voice năm 1998. Năm 1999, McGregor tham gia vào bom tấn Chiến tranh giữa các vì sao (Phần I): Bóng ma đe dọa trong vai Obi-Wan Kenobi thời trẻ, vai diễn đã làm nên tên tuổi của Alec Guinness trong loạt phim Star Wars gốc, trong đó chú của anh (Denis Lawson) cũng góp mặt vào vai Wedge Antilles. Năm 2001, anh đóng cùng Nicole Kidman trong bộ phim Moulin Rouge! với vai chàng nhà thơ Christian yêu nàng vũ công Satine. Vai diễn mang lại cho anh một đề cử Quả cầu vàng. McGregor trở lại với vai Obi-Wan Kenobi trong phần trước tiếp theo của loạt phim, Chiến tranh giữa các vì sao (phần II): Sự xâm lăng của người Vô tính năm 2002. Năm 2003, anh cùng Renée Zellweger đóng chung trong phim Down With Love. Cũng trong năm đó, anh nhận được nhiều lời có cánh với bộ phim Young Adam, cùng với Tilda Swinton.
Năm 2005, anh xuất hiện lần chót trong vai Obi-Wan Kenobi trong Chiến tranh giữa các vì sao (phần III): Sự báo thù của người Sith. Cùng năm đó, anh tham gia lồng tiếng vào hai bộ phim hoạt hình ăn khách, như vai robot Rodney Copperbottom trong Robots, trong đó có cả sự tham gia của Halle Berry và Robin Williams, và phim Valiant cùng với Jim Broadbent, John Cleese và Ricky Gervais. Ngoài ra anh còn đóng phim Stay của đạo diễn Marc Foster, một bộ phim tâm lý giật gân cùng Naomi Watts và Ryan Gosling.
Năm 2012, anh được bầu chọn làm Ban Giám khảo chính trong Liên hoan phim Cannes 2012. Các dự án sắp tới của anh có thể kể đến phần phim chuyển thể live-action của Disney là Giai nhân và quái vật của đạo diễn Bill Condon, trong đó anh đóng vai Lumiere. Dàn diễn viên còn bao gồm Emma Watson (Belle), Dan Stevens (Beast/Prince), Luke Evans (Gaston), Ian McKellen (Cogsworth), Emma Thompson (Bà Potts), Kevin Kline (Maurice) và Audra McDonald (Garderobe). Phim dự kiến sẽ ra mắt tháng 3 năm 2017.
Vào ngày 23 tháng 8 năm 2019, Lucasfilm công bố rằng McGregor sẽ tái diễn vai Obi-Wan Kenobi trong một sê-ri phim truyền hình Chiến tranh giữa các vì sao mới, dự kiến sẽ phát hành trên Disney+ năm 2022.

### Kịch nghệ
Từ tháng 11 năm 1998 đến tháng 3 năm 1999, McGregor sắm vai Malcolm Scrawdyke trong vở 'Little Malcolm and His Struggles Against Eunuchs, đạo diễn bởi Denis Lawson, chú của anh. Lần đầu vở diễn được thực hiện ở rạp Hampstead trước khi tới rạp Comedy ở Tây London.
Từ tháng 6 năm 2005 đến tháng 4 năm 2007, McGregor cùng Jane Krakowski, Douglas Hodge và Jenna Russell trong phiên bản gốc của vở Guys and Dolls tại rạp Piccadilly ở London. Trong vở này anh đóng vai Sky Masterson, trước đó Marlon Brando đã làm nên huyền thoại trong bộ phim cùng tên. McGregor nhận được một đề cử giải Laurence Olivier cho Nam diễn viên xuất sắc nhất trong vở hài kịch năm 2007.

## Những chuyến đi bằng mô tô

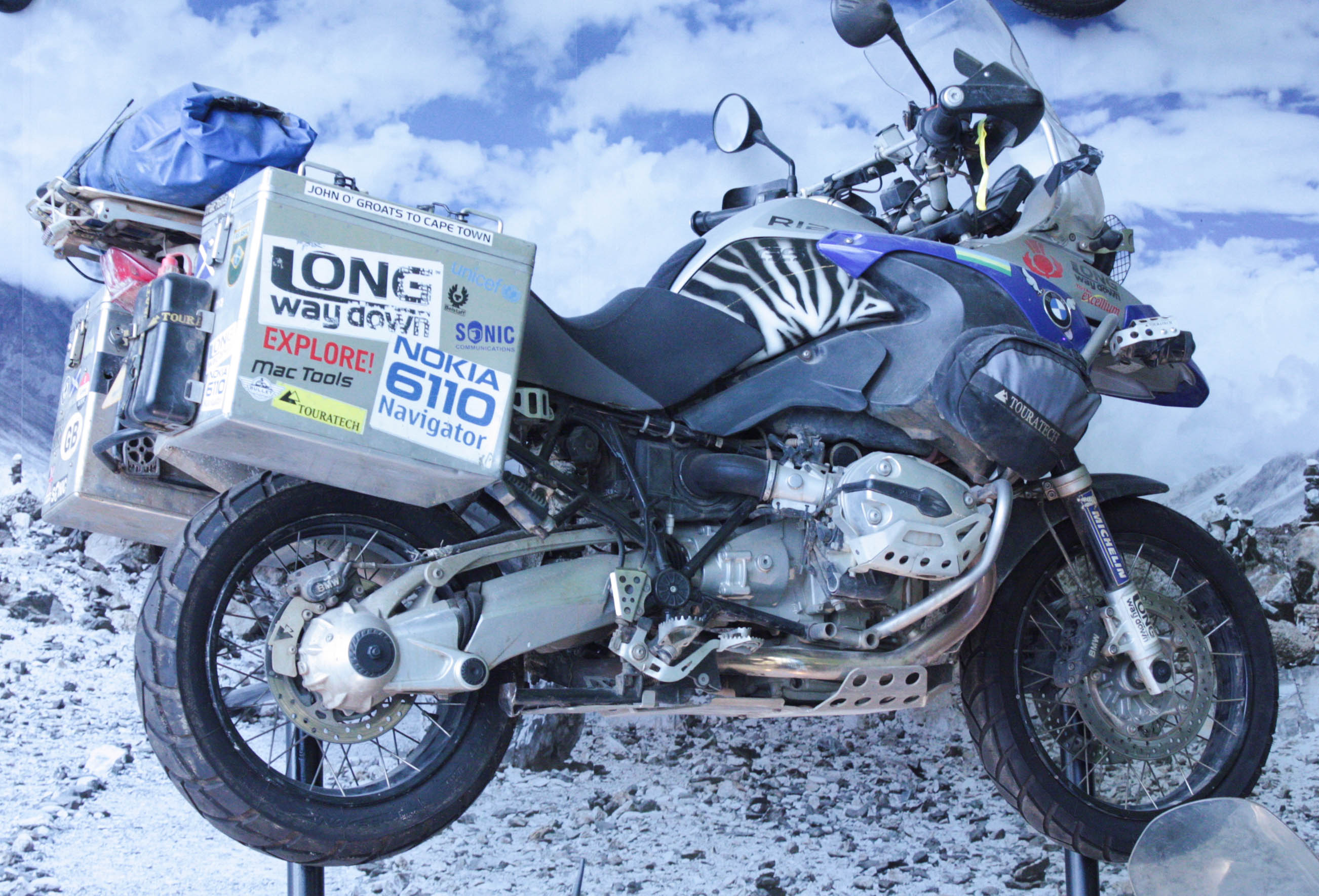
Chiếc xe mà McGregor đã sử dụng trong những cuộc hành trình của anh

Là một người đam mê mô tô từ thuở trẻ, McGregor muốn làm một chuyến đi xuyên lục địa trên chiếc xe của mình với người bạn thân Charley Boorman và Claudio von Planta vào năm 2004. Từ giữa tháng 4 đến cuối tháng 7, họ phượt từ London đến New York xuyên qua Trung Âu, Ukraine, Kazakhstan, Mông Cổ, Siberia, Canada và Hoa Kỳ trên chiếc BMW R1150GS, với tổng chiều dài mà anh đi được lên tới 35,960km. Anh còn tham gia các chương trình của UNICEF dọc chuyến đi của mình, và làm một cuốn sách bán chạy và một chương trình truyền hình dựa trên hành trình của mình, đều có tựa đề là Long Way Round.
McGregor xuất hiện trong hai phần của cuốn phim tài liệu Ewan McGregor: Cold Chain Mission của đài BBC tháng 4 năm 2004, bao gồm việc anh đi bằng mô tô, thuyền, máy bay và thậm chí cả đi bộ để đưa vắc-xin cho trẻ em ở những vùng sâu vùng xa của các quốc gia Ấn Độ, Nepal và Cộng hoà Congo. Chuyến đi là một phần công tác của anh là Đại sứ UNICEF.

## Đời sống riêng tư
McGregor cưới vợ là Eve Mavrakis, một nhà thiết kế thời trang người Pháp từ năm 1995. Họ có với nhau 4 người con gái: Clara, Esther, Jamyan và Anouk. McGregor có hình xăm hình trái tim và chữ thập có tên vợ và các con anh trên tay phải. Hiện giờ gia đình họ sống tại Los Angeles, California sau khi chuyển từ London.

## Sự nghiệp diễn xuất

### Điện ảnh
| Năm  | Tên phim                                   | Vai diễn                     | Ghi chú                                                                              |
| ---- | ------------------------------------------ | ---------------------------- | ------------------------------------------------------------------------------------ |
| 1994 | Being Human                                | Alvarez                      |                                                                                      |
| 1994 | Shallow Grave                              | Alex Law                     |                                                                                      |
| 1995 | Blue Juice                                 | Dean Raymond                 |                                                                                      |
| 1996 | Trainspotting                              | Mark Renton                  |                                                                                      |
| 1996 | The Pillow Book                            | Jerome                       |                                                                                      |
| 1996 | Emma                                       | Frank Churchill              |                                                                                      |
| 1996 | Brassed Off                                | Andy Barrow                  |                                                                                      |
| 1997 | Nightwatch                                 | Martin Bells                 |                                                                                      |
| 1997 | The Serpent's Kiss                         | Meneer Chrome                |                                                                                      |
| 1997 | A Life Less Ordinary                       | Robert Lewis                 |                                                                                      |
| 1998 | Velvet Goldmine                            | Curt Wild                    |                                                                                      |
| 1998 | Little Voice                               | Billy                        |                                                                                      |
| 1999 | Desserts                                   | Stroller                     | Short film                                                                           |
| 1999 | Star Wars Episode I: The Phantom Menace    | Obi-Wan Kenobi               |                                                                                      |
| 1999 | Rogue Trader                               | Nick Leeson                  |                                                                                      |
| 1999 | Eye of the Beholder                        | The Eye                      |                                                                                      |
| 2000 | Nora                                       | James Joyce                  |                                                                                      |
| 2001 | Moulin Rouge!                              | Christian                    | Đề cử - Giải Quả cầu vàng cho nam diễn viên phim ca nhạc hoặc phim hài xuất sắc nhất |
| 2001 | Black Hawk Down                            | Hạ sĩ John Grimes            |                                                                                      |
| 2002 | Star Wars Episode II: Attack of the Clones | Obi-Wan Kenobi               |                                                                                      |
| 2002 | Solid Geometry                             | Phil                         |                                                                                      |
| 2003 | Down with Love                             | Catcher Block                |                                                                                      |
| 2003 | Young Adam                                 | Joe Taylor                   |                                                                                      |
| 2003 | Faster                                     | Narrator                     | Voice                                                                                |
| 2003 | Big Fish                                   | Edward Bloom (young)         |                                                                                      |
| 2005 | Robots                                     | Rodney Copperbottom          | Voice                                                                                |
| 2005 | Star Wars Episode III: Revenge of the Sith | Obi-Wan Kenobi               |                                                                                      |
| 2005 | Valiant                                    | Valiant                      | Voice                                                                                |
| 2005 | The Island                                 | Lincoln Six Echo/Tom Lincoln |                                                                                      |
| 2005 | Stay                                       | Tiến sĩ Sam Foster           |                                                                                      |
| 2006 | Stormbreaker                               | Ian Rider                    |                                                                                      |
| 2006 | Scenes of a Sexual Nature                  | Billy                        |                                                                                      |
| 2006 | Miss Potter                                | Norman Warne                 |                                                                                      |
| 2007 | Cassandra's Dream                          | Ian Blane                    |                                                                                      |
| 2008 | Incendiary                                 | Jasper Black                 |                                                                                      |
| 2008 | Deception                                  | Jonathan McQuarry            |                                                                                      |
| 2009 | Angels & Demons                            | Camerlengo Patrick McKenna   |                                                                                      |
| 2009 | I Love You Phillip Morris                  | Phillip Morris               |                                                                                      |
| 2009 | The Men Who Stare at Goats                 | Bob Wilton                   |                                                                                      |
| 2009 | Amelia                                     | Gene Vidal                   |                                                                                      |
| 2010 | The Ghost Writer                           | The Ghost Writer             |                                                                                      |
| 2010 | Nanny McPhee and the Big Bang              | Rory Green                   | Cameo                                                                                |
| 2010 | Jackboots on Whitehall                     | Chris                        | Voice                                                                                |
| 2010 | Beginners                                  | Oliver                       |                                                                                      |
| 2011 | Perfect Sense                              | Michael                      |                                                                                      |
| 2011 | Fastest                                    | Narrator                     | Voice                                                                                |
| 2011 | Haywire                                    | Kenneth                      |                                                                                      |
| 2012 | Salmon Fishing in the Yemen                | TIến sĩ Alfred Jones         | Đề cử - Giải Quả cầu vàng cho nam diễn viên phim ca nhạc hoặc phim hài xuất sắc nhất |
| 2012 | The Impossible                             | Henry Bennett                |                                                                                      |
| 2013 | Jack the Giant Slayer                      | Elmont                       |                                                                                      |
| 2013 | August: Osage County                       | Bill Fordham                 |                                                                                      |
| 2014 | A Million Ways to Die in the West          | Cowboy at Fair               | Cameo                                                                                |
| 2014 | Son of a Gun                               | Brendan Lynch                |                                                                                      |
| 2015 | Mortdecai                                  | Inspector Martland           |                                                                                      |
| 2015 | Last Days in the Desert                    | Jesus / Satan                |                                                                                      |
| 2015 | Jane Got a Gun                             | John Bishop                  |                                                                                      |
| 2015 | Our Kind of Traitor                        | Peregrine "Perry" Makepeace  | Post-production                                                                      |
| 2015 | Miles Ahead                                | Dave Brill                   | Post-production                                                                      |
| 2017 | Người đẹp và quái vật                      | Lumière                      |                                                                                      |
| 2022 | Pinocchio của Guillermo del Toro           | Sebastian J. Cricket         | Lồng tiếng                                                                           |

### Truyền hình
| Năm  | Tên truyền hình                                 | Vai diễn               | Ghi chú                          |
| ---- | ----------------------------------------------- | ---------------------- | -------------------------------- |
| 1993 | Lipstick on Your Collar                         | PTE Mick Hopper        | 6 episodes                       |
| 1993 | Scarlet and Black                               | Julien Sorel           | Mini-series                      |
| 1995 | Kavanagh QC                                     | David Robert Armstrong | Episode: "Nothing But the Truth" |
| 1996 | Karaoke                                         | Young Man              | Episode: "Tuesday"               |
| 1996 | Tales from the Crypt                            | Ford                   | Episode: "Cold War"              |
| 1997 | ER                                              | Duncan Stewart         | Episode: "The Long Way Around"   |
| 2002 | The Polar Bears of Churchill with Ewan McGregor | Himself                | Documentary series               |
| 2004 | Long Way Round                                  | Himself                | Documentary series               |
| 2007 | Long Way Down                                   | Himself                | Documentary series               |
| 2010 | The Battle of Britain                           | Himself                | Documentary                      |
| 2012 | Ewan McGregor: Cold Chain Mission               | Himself                | Documentary                      |
| 2012 | Bomber Boys                                     | Himself                | Documentary                      |
| 2013 | The Corrections                                 | Chip Lambert           | Unaired pilot                    |
| 2013 | Hebrides: Islands on the Edge                   | Himself (voice)        | Documentary series               |
| 2022 | Obi-Wan Kenobi                                  | Obi-Wan Kenobi         | Lead role; Miniseries            |

### Sân khấu
| Năm  | Tên vở diễn    | Vai diễn | Ghi chú                   | Ref.   |
| ---- | -------------- | -------- | ------------------------- | ------ |
| 2014 | The Real Thing | Henry    | American Airlines Theatre | [ 42 ] |